# أل داونينج
أل داونينج (بالإنجليزية: Al Downing)‏ هو مغني وكاتب أغاني وعازف بيانو أمريكي، ولد في 9 يناير 1940 في أوكلاهوما في الولايات المتحدة، وتوفي في 4 يوليو 2005 في ماساتشوستس في الولايات المتحدة بسبب ابيضاض الدم.

## وصلات خارجية
- أل داونينج على موقع ميوزك برينز (الإنجليزية)
- أل داونينج على موقع ميوزك برينز (الإنجليزية)
- أل داونينج على موقع أول ميوزيك (الإنجليزية)
- أل داونينج على موقع ديسكوغز (الإنجليزية)